# Сеитмамедов, Берди
Берди Сеитмамедов — советский хозяйственный и государственный деятель, Герой Социалистического Труда.

## Биография
Родился в 1927 году в Тахтинском районе Туркменской ССР. Член КПСС.
В 1942—1957 — колхозник, звеньевой хлопководческого звена.
В 1957—1987 — бригадир хлопководческой бригады колхоза «Москва» Тахтинского района Ташаузской области Туркменской ССР.
Указом Президиума Верховного Совета СССР от 7 марта 1980 года присвоено звание Героя Социалистического Труда с вручением ордена Ленина и золотой медали «Серп и Молот».
Жил в Туркмении.

## Награды и звания
- Герой Социалистического Труда (07.03.1980)
- Орден Ленина (дважды, в том числе 07.03.1980)
- Орден Трудового Красного Знамени
- Орден Знак Почёта